# بنستان (جبالبارز)
بنستان روستایی در دهستان سغدر بخش جبالبارز شهرستان جیرفت استان کرمان ایران است.

## جمعیت
بر پایه سرشماری عمومی نفوس و مسکن در سال ۱۳۹۵ جمعیت این مکان ۴۹۳ نفر (۱۸۳خانوار) بوده‌است.